# Albán labdarúgó-bajnokság (első osztály)
Az albán labdarúgó-bajnokság első osztálya az albán labdarúgás legmagasabb osztálya. A bajnokságot 1930-ban alapították, azóta 10 szezon kivételével folyamatosan megrendezik. A bajnokságban 10 csapat vesz részt. A jelenlegi címvédő az FK Tirana, amely 25 bajnoki elsőségével egyben rekorder is a ligában.

## Története
Az albán labdarúgó-bajnokság első osztályát 1930-ban alapították. A résztvevők száma többször változott, jelenleg 10-en indulnak a bajnokságban. A ligában a fővárosi csapatok dominálnak, az általuk megnyert bajnoki címeken kívül összesen 14-et nyert meg vidéki csapat, ebből kilencet a Vllaznia Shkodër.

## A bajnokság rendszere
A pontvadászat 10 csapat részvételével őszi-tavaszi lebonyolításban zajlik, mely során a 10 csapat körmérkőzéses rendszerben mérkőzik meg egymással: minden csapat minden csapattal háromszor játszik, a 18. forduló utáni bajnoki helyezésnek megfelelően egyszer vagy kétszer pályaválasztóként, egyszer vagy kétszer pedig idegenben.
Az alapszakasz végső sorrendjét az alábbi szempontok szerint határozzák meg:
1. a bajnokságban szerzett pontok összege;
2. az egymás ellen játszott bajnoki mérkőzések pontkülönbsége;
3. az egymás ellen játszott bajnoki mérkőzések gólkülönbsége;
4. az egymás ellen játszott bajnoki mérkőzéseken szerzett gólok száma;
5. a bajnoki mérkőzések gólkülönbsége;
6. a bajnoki mérkőzéseken szerzett gólok száma

A bajnokság győztese az albán bajnok, a 9. és 10. helyezett kiesik a másodosztályba.

## Bajnoki dobogósok
| Szezon  | Bajnokcsapat     | Ezüstérmes            | Bronzérmes                         |
| ------- | ---------------- | --------------------- | ---------------------------------- |
| 1930    | SK Tirana        | Skënderbeu Korçë      | Bashkimi Shkodran                  |
| 1931    | SK Tirana        | Teuta Durrës          | Bashkimi Shkodran Skënderbeu Korçë |
| 1932    | SK Tirana        | Bashkimi Shkodran     | Teuta Durrës                       |
| 1933    | Skënderbeu Korçë | Bashkimi Shkodran     | Teuta Durrës                       |
| 1934    | SK Tirana        | Skënderbeu Korçë      | Bashkimi Shkodran                  |
| 1936    | SK Tirana        | Vllaznia Shkodër      | Besa Kavajë                        |
| 1937    | SK Tirana        | Vllaznia Shkodër      | Besa Kavajë                        |
| 1945    | Vllaznia Shkodër | SK Tirana             | Besa Kavajë Skënderbeu Korçë       |
| 1946    | Vllaznia Shkodër | Flamurtari Vlorë      | Bashkimi Elbasan 17 Nëntori        |
| 1947    | Partizani Tirana | Vllaznia Shkodër      | Dinamo Korçë                       |
| 1948    | Partizani Tirana | Flamurtari Vlorë      | Vllaznia Shkodër Bashkimi Elbasan  |
| 1949    | Partizani Tirana | SK Shkodra            | KS Durrësi                         |
| 1950    | Dinamo Tirana    | Partizani Tirana      | SK Shkodra                         |
| 1951    | Dinamo Tirana    | Partizani Tirana      | Puna Tiranë                        |
| 1952    | Dinamo Tirana    | Partizani Tirana      | Puna Shkodër                       |
| 1953    | Dinamo Tirana    | Partizani Tirana      | Puna Tiranë                        |
| 1954    | Partizani Tirana | Dinamo Tirana         | Puna Tiranë                        |
| 1955    | Dinamo Tirana    | Partizani Tirana      | Puna Tiranë                        |
| 1956    | Dinamo Tirana    | Partizani Tirana      | Puna Tiranë                        |
| 1957    | Partizani Tirana | Dinamo Tirana         | Puna Korçë                         |
| 1958    | Partizani Tirana | Besa Kavajë           | 17 Nëntori                         |
| 1959    | Partizani Tirana | 17 Nëntori            | Dinamo Tirana                      |
| 1960    | Dinamo Tirana    | Partizani Tirana      | 17 Nëntori                         |
| 1961    | Partizani Tirana | Dinamo Tirana         | 17 Nëntori                         |
| 1962–63 | Partizani Tirana | Dinamo Tirana         | Besa Kavajë                        |
| 1963–64 | Partizani Tirana | Dinamo Tirana         | Besa Kavajë                        |
| 1964–65 | 17 Nëntori       | Partizani Tirana      | Dinamo Tirana                      |
| 1965–66 | 17 Nëntori       | Partizani Tirana      | Dinamo Tirana                      |
| 1966–67 | Dinamo Tirana    | 17 Nëntori            | Besa Kavajë                        |
| 1968    | 17 Nëntori       | Partizani Tirana      | Dinamo Tirana                      |
| 1969–70 | 17 Nëntori       | Partizani Tirana      | Vllaznia Shkodër                   |
| 1970–71 | Partizani Tirana | Dinamo Tirana         | Vllaznia Shkodër                   |
| 1971–72 | Vllaznia Shkodër | 17 Nëntori            | Dinamo Tirana                      |
| 1972–73 | Dinamo Tirana    | Partizani Tirana      | Besa Kavajë                        |
| 1973–74 | Vllaznia Shkodër | Partizani Tirana      | Besa Kavajë                        |
| 1974–75 | Dinamo Tirana    | Vllaznia Shkodër      | Partizani Tirana                   |
| 1975–76 | Dinamo Tirana    | 17 Nëntori            | Vllaznia Shkodër                   |
| 1976–77 | Dinamo Tirana    | Skënderbeu Korçë      | Vllaznia Shkodër                   |
| 1977–78 | Vllaznia Shkodër | Luftëtari Gjirokastër | Partizani Tirana                   |
| 1978–79 | Partizani Tirana | 17 Nëntori            | Besa Kavajë                        |
| 1979–80 | Dinamo Tirana    | 17 Nëntori            | Vllaznia Shkodër                   |
| 1980–81 | Partizani Tirana | Dinamo Tirana         | 17 Nëntori                         |
| 1981–82 | 17 Nëntori       | Flamurtari Vlorë      | Dinamo Tirana                      |
| 1982–83 | Vllaznia Shkodër | Partizani Tirana      | 17 Nëntori                         |
| 1983–84 | Labinoti         | 17 Nëntori            | Partizani Tirana                   |
| 1984–85 | 17 Nëntori       | Dinamo Tirana         | Vllaznia Shkodër                   |
| 1985–86 | Dinamo Tirana    | Flamurtari Vlorë      | 17 Nëntori                         |
| 1986–87 | Partizani Tirana | Flamurtari Vlorë      | Vllaznia Shkodër                   |
| 1987–88 | 17 Nëntori       | Flamurtari Vlorë      | Labinoti                           |
| 1988–89 | 17 Nëntori       | Partizani Tirana      | Dinamo Tirana                      |
| 1989–90 | Dinamo Tirana    | Partizani Tirana      | Flamurtari Vlorë                   |
| 1990–91 | Flamurtari Vlorë | Partizani Tirana      | Vllaznia Shkodër                   |
| 1991–92 | Vllaznia Shkodër | Partizani Tirana      | Teuta Durrës                       |
| 1992–93 | Partizani Tirana | Teuta Durrës          | Besa Kavajë                        |
| 1993–94 | Teuta Durrës     | SK Tirana             | Flamurtari Vlorë                   |
| 1994–95 | SK Tirana        | Teuta Durrës          | Partizani Tirana                   |
| 1995–96 | SK Tirana        | Teuta Durrës          | Partizani Tirana                   |
| 1996–97 | SK Tirana        | Vllaznia Shkodër      | Flamurtari Vlorë                   |
| 1997–98 | Vllaznia Shkodër | SK Tirana             | Partizani Tirana                   |
| 1998–99 | SK Tirana        | Vllaznia Shkodër      | Bylis Ballsh                       |
| 1999–00 | SK Tirana        | Tomori Berat          | Teuta Durrës                       |
| 2000–01 | Vllaznia Shkodër | SK Tirana             | Dinamo Tirana                      |
| 2001–02 | Dinamo Tirana    | SK Tirana             | Partizani Tirana                   |
| 2002–03 | SK Tirana        | Vllaznia Shkodër      | Partizani Tirana                   |
| 2003–04 | SK Tirana        | Dinamo Tirana         | Vllaznia Shkodër                   |
| 2004–05 | KF Tirana        | KF Elbasani           | Dinamo Tirana                      |
| 2005–06 | KF Elbasani      | KF Tirana             | Dinamo Tirana                      |
| 2006–07 | KF Tirana        | Teuta Durrës          | Vllaznia Shkodër                   |
| 2007–08 | Dinamo Tirana    | Partizani Tirana      | Besa Kavajë                        |
| 2008–09 | KF Tirana        | Vllaznia Shkodër      | Dinamo Tirana                      |
| 2009–10 | Dinamo Tirana    | Besa Kavajë           | KF Tirana                          |
| 2010–11 | Skënderbeu Korçë | Flamurtari Vlorë      | Vllaznia Shkodër                   |
| 2011–12 | Skënderbeu Korçë | Teuta Durrës          | KF Tirana                          |
| 2012–13 | Skënderbeu Korçë | KF Kukësi             | Teuta Durrës                       |
| 2013–14 | Skënderbeu Korçë | KF Kukësi             | FK Laci                            |
| 2014–15 | Skënderbeu Korçë | KF Kukësi             | Partizani Tirana                   |
| 2015–16 | Skënderbeu Korçë | Partizani Tirana      | KF Kukësi                          |
| 2016–17 | KF Kukësi        | Partizani Tirana      | Skënderbeu Korçë                   |
| 2017–18 | Skënderbeu Korçë | KF Kukësi             | Luftëtari Gjirokastër              |
| 2018–19 | Partizani Tirana | KF Kukësi             | Teuta                              |
| 2019–20 | KF Tirana        | KF Kukësi             | KF Laçi                            |
| 2020–21 | Teuta            | Vllaznia Shkodër      | Partizani Tirana                   |
| 2021–22 | KF Tirana        | KF Laçi               | Partizani Tirana                   |
| 2022–23 | Partizani Tirana | KF Tirana             | KF Egnatia                         |
| 2023–24 | KF Egnatia       | Partizani Tirana      | Skënderbeu Korçë                   |

### Örökmérleg bajnoki címek szerint
| Csapat                | Bajnoki címek | Ezüstérmes | Bronzérmes | Győztes szezonok |
| --------------------- | ------------- | ---------- | ---------- | --- |
| KF Tirana             | 26            | 13         | 14         | 1930, 1931, 1932, 1934, 1936, 1937, 1964–65, 1965–66, 1968, 1969–70, 1981–82, 1984–85, 1987–88, 1988–89, 1994–95, 1995–96, 1996–97, 1998–99, 1999–00, 2002–03, 2003–04, 2004–05, 2006–07, 2008–09, 2019–20 |
| Dinamo Tirana         | 18            | 9          | 11         | 1950, 1951, 1952, 1953, 1955, 1956, 1960, 1966–67, 1972–73, 1974–75, 1975–76, 1976–77, 1979–80, 1985–86, 1989–90, 2001–02, 2007–08, 2009–10                                                                |
| Partizani Tirana      | 17            | 21         | 8          | 1947, 1948, 1949, 1954, 1957, 1958, 1959, 1961, 1962–63, 1963–64, 1970–71, 1978–79, 1980–81, 1986–87, 1992–93, 2018–19                                                                                     |
| Vllaznia Shkodër      | 9             | 11         | 17         | 1945, 1946, 1971–72, 1973–74, 1977–78, 1982–83, 1991–92, 1997–98, 2000–01 |
| Skënderbeu Korçë      | 8             | 3          | 5          | 1933, 2010–11, 2011–12, 2012–13, 2013–14, 2014–15, 2015–16, 2017–18 |
| KF Elbasani           | 2             | 1          | 3          | 1983–84, 2005–06 |
| Flamurtari Vlorë      | 1             | 7          | 3          | 1990–91 |
| Teuta Durrës          | 1             | 6          | 7          | 1993–94 |
| KF Kukësi             | 1             | 4          | 1          | 2016–17 |
| Besa Kavajë           | 0             | 2          | 11         | |
| Luftëtari Gjirokastër | 0             | 1          | 1          | |
| Tomori Berat          | 0             | 1          | 0          | |
| Bylis Ballsh          | 0             | 0          | 1          | |

## Jelentős külföldi játékosok
A félkövérrel jelölt játékosok szerepeltek hazájuk felnőtt válogatott keretében labdarúgó-világbajnokságon.
| - Sergi Moreno - Ronald Gërçaliu - Cameron Hepple - Mahmood Al-Ajmi - Félicien Singbo - Augusto Andaveris - Nikolay Arabov - Ventsislav Hristov - Georges Ambourouet - Ismaila Jagne | - Bachana Tskhadadze - Giorgi Popkhadze - Nassir Maachi - Ivan Gvozdenović - Abade Narcisse Fish - Bernard Tchoutang - Jean Paul Yontcha - Jerry Santos - Richard Bokatola - Mohammad Kdouh | - Aco Sztojkov - Alekszandar Bajevszki - Nderim Nexhipi - Nijaz Lena - Nikola Karčev - Toni Meglenski - Zekirija Ramadan - Kenesei Zoltán - Ibrahima Kone - Bedi Buval | - Ndubuisi Egbo - Samuel Okunowo - Juan Carlos Mariño - Lewis Aniweta - Pape Niokhor Fall - Dejan Karan - Francis Olaki - Edward Kangwa - January Zyambo - José Semedo |

## A bajnokság helyezése az UEFA-rangsorban
A bajnokság helyezése 2016-ban az UEFA rangsorában. (Dőlt betűvel az előző szezonbeli helyezés, zárójelben az UEFA-együttható).
- 37.  (38.)  BHT Premijer League (6,500)
- 38.  (36.)  Umaglesi Liga (6,375)
- 39.  (39.)  Kategoria superiore (6,375)
- 40.  (42.)  SynotTip Virslīga (6,125)
- 41.  (41..)  Premier Division (5,700)

## Külső hivatkozások
- FutbolliShqiptar.net (albánul)
- Albanian Soccer News (albánul)(angolul)
- Albania Sport (albánul)
- RSSSF Albania (angolul)
- Eredmények és tabella a Soccerwayen (angolul)
- Eredmények és tabella az Európai Labdarúgó-szövetség (UEFA) oldalán (angolul)